# 小田 (亞利桑那州)
利特爾菲爾德（英語：Littlefield）是位於美國亞利桑那州莫哈維縣的一個人口普查指定地區。根據2010年美國人口普查，該地人口為308人，而該地的面積約為30.99平方千米。

## 地理
利特爾菲爾德的座標為36°55′47″N 113°55′47″W / 36.92972°N 113.92972°W，而該地最高點為海拔高度565米（即1854英尺）。